# Технікум землевпорядкування Житомирського національного агроекологічного університету
Технікум землевпорядкування Житомирського національного агроекологічного університету (ТЗЖНАЕУ) — спеціалізований вищий навчальний заклад І рівня акредитації, складова (відокремлений структурний підрозділ) Житомирського національного агроекологічного університету, розташований у селі Ярунь Звягельського району Житомирської області.

## З історії вишу
Технікум землевпорядкування Житомирського національного агроекологічного університету — один з найстаріших аграрних навчальних закладів в Україні. Він був заснований у місті Житомирі в 1912 році як землемірне училище.
Від 1944 року навчальний заклад має офіційну назву Житомирський технікум землевпорядкування.
У 2005 технікум землевпорядкування став відокремленим структурним підрозділом Житомирського національного агроекологічного університету.

## Сьогодення
Нині Технікум розташований в колишньому райцентрі, а нині — великому селі Ярунь Звягельського району Житомирської області.
Технікум землевпорядкування Житомирського національного агроекологічного університету — це вищий навчальний заклад І рівня акредитації, який готує фахівців за 4 спеціальностями.
На денній формі навчання охочі мають змогу отримати такі важливі для сьогодення спеціальності, як землевпорядкування, бухгалтерський облік, економіка підприємства, комерційна діяльність. Без відриву від виробництва можуть отримати фахову освіту майбутні землевпорядники, економісти, бухгалтери.
Технікум входить до навчально-науково-виробничих комплексів Житомирського національного агроекологічного університету, Національного університету «Львівська політехніка», Житомирського державного технологічного університету, Львівського та Білоцерківського державних аграрних університетів, що дає можливість випускникам технікуму вступати на старші курси цих навчальних закладів.
Навчальний процес забезпечують висококваліфіковані досвідчені педагогічні працівники, які прагнуть не тільки дати студентам ґрунтовні знання, а й сформувати в них творчі здібності, свідоме ставлення до своєї майбутньої професії.
До послуг студентів — бібліотека та читальний зал з загальним фондом понад 50 тисяч примірників, 3 комп'ютерні класи на 40 дисплейних місць, гуртожиток.
У технікумі проводиться змістовна виховна робота, організоване дозвілля студентів. Працюють гуртки за інтересами, велика увага приділяється розвитку художньої самодіяльності, творчих здібностей студентської молоді. Хоровий колектив технікуму є неодноразовим дипломантом оглядів-конкурсів художньої самодіяльності вищих навчальних закладів.